# Булгарины
Булгарины (пол. Bułharyn) — дворянский род.
В Литве оседлые. Из них Павел Булгарин, Регент Казённых дел Великого Княжества Литовского, будучи Послом Воеводства Лифляндского на избирательном Сейме 1764 года, подал голос в пользу избрания Короля Станислава Понятовского.
- Булгарин, Фаддей Венедиктович (1789—1859) — писатель, журналист, критик, издатель; «герой» многочисленных эпиграмм.

## Описание герба
В щите с золотой окраиной, в голубом поле, меч с золотою рукоятью, острием вниз; на мече два золотые полумесяца, рогами внутрь. Над щитом дворянская корона.

#### Герб Иоахима Булгарина
Булгарин Иоахим (? — после 1831) — родовое прозвание Скандербек, предводитель дворянства Пружанского уезда, библиофил и нумизмат пользовался бытовавшим гербом рода Булгарины: на княжеской мантии щит с золотой окраиной, в голубом поле, меч с золотою рукоятью, острием вниз. На мече два золотые полумесяца, рогами внутрь. Щит и княжеская мантия увенчаны княжеской короною.